# Cecil Malone
Pour les articles homonymes, voir Malone.
Le lieutenant-colonel Cecil L'Estrange Malone, né le 7 septembre 1890 dans la paroisse civile de Dalton Holme dans le Yorkshire et mort le 25 février 1965, est un militaire puis homme politique britannique. Il est le premier membre du Parti communiste à avoir siégé au Parlement du Royaume-Uni.

## Biographie
Éduqué dans des écoles privées, il entre ensuite au collège de formation à la Royal Navy, et intègre la Marine en 1905. Pilote d'hydravion durant la Première Guerre mondiale, il atteint le rang de lieutenant-colonel et est fait membre de l'ordre de l'Empire britannique,. Il entre en politique et est élu député de Leyton-est à la Chambre des communes lors des élections législatives de 1918, sous l'étiquette du Parti libéral. Il est membre de la « Société de reconstruction », groupe de pression anti-socialiste et anti-communiste. En septembre 1919, toutefois, il se rend en République soviétique fédérative socialiste de Russie, s'entretient avec plusieurs dirigeants bolcheviks, et accompagne Léon Trotski lorsque celui-ci passe en revue des troupes de l'Armée rouge. Cette visite l'amène à changer radicalement de positionnement politique, et à soutenir l'expérience soviétique. Il rejoint cette même année le Parti socialiste britannique, parti marxiste qui en 1920 fusionne avec d'autres mouvements pour fonder le Parti communiste de Grande-Bretagne. Cecil Malone est ainsi un membre fondateur du Parti communiste, et le premier représentant de ce parti au Parlement puisqu'il continue à siéger sous cette nouvelle étiquette. Il est membre du comité central du Parti,.
Il prend part au mouvement « Hands Off Russia » (« Pas touche à la Russie »), qui milite contre le soutien militaire apporté par le Royaume-Uni aux Armées blanches. En novembre 1920, il prononce un discours au Royal Albert Hall au cours duquel il estime justifié d'exécuter des membres de la classe dominante lors d'une révolution, afin de protéger les ouvriers face aux violences contre-révolutionnaires : « Mes amis, que sont quelques Churchills ou quelques Curzons pendus à des lampadaires, comparés au massacre de milliers d'êtres humains ? ». Il est alors arrêté et condamné à six mois de prison ; sa décoration de l'ordre de l'Empire britannique lui est retirée. À sa sortie de prison en juin 1921 il prend ses distances vis-à-vis du mouvement communiste. Il rejoint bientôt le Parti travailliste indépendant,.
Il ne se présente pas aux élections législatives de 1922. À celles de 1923 il est candidat malheureux pour le Parti travailliste dans la circonscription d'Ashton-under-Lyne. Il est finalement élu député travailliste de Northampton à l'occasion d'une élection partielle en janvier 1928. Il conserve son siège aux élections législatives de 1929, et devient secrétaire parlementaire privé de Frederick Roberts, le ministre des Pensions du gouvernement travailliste de Ramsay MacDonald. Comme la plupart des députés travaillistes, il perd son siège aux élections de 1931, largement battu par le candidat conservateur. Il se positionne de plus en plus à la droite du Parti travailliste au cours des années 1930, avant de quitter la politique,,,. 

## Liste des députés communistes au Parlement britannique
Il n'y a jamais eu que six représentants du Parti communiste au Parlement du Royaume-Uni :

À la Chambre des communes :
- Cecil L'Estrange Malone (1920-1922)
- Walton Newbold (1922-1923)
- Shapurji Saklatvala (1922-1929)
- William Gallacher (1935-1950)
- Phil Piratin (1945-1950)

À la Chambre des lords :
- Wogan Philipps (baron Milford) (1963-1993)